# Demócares
Demócares de Leuconoe (em grego:  Δημοχάρης; c. 355 – 275 a.C.), filho de Laques e sobrinho de Demóstenes, orador e estadista ateniense, foi um dos poucos atenienses ilustres no período de declínio.

## Biografia
Ouve-se falar de Demócares pela primeira vez em 322, quando discursou, em vão, contra a rendição de Demócares e de outros oradores antimacedônios exigida por Antípatro. Durante os quinze anos seguintes, ele provavelmente viveu no exílio. Na restauração da democracia por Demétrio Poliórcetes em 307 ele ocupou uma posição de destaque, mas foi banido em 303 por ter ridicularizado o decreto de Estratocles, que continha um elogio copioso de Demétrio.
Demócares foi chamado de volta em 298 e, durante os quatro anos seguintes, fortificou e equipou a cidade com provisões e munições. Em 296 (ou 295) foi novamente banido por ter concluído uma aliança com a Beócia, e não voltou até 287 (ou 286). Em 280, ele induziu os atenienses a erguer um monumento público em homenagem a seu tio com uma inscrição adequada. Após sua morte (cerca de cinco anos depois), o filho de Demócares propôs e obteve um decreto para que fosse erguida uma estátua em sua homenagem, contendo um registro de seus serviços públicos, que parecem ter consistido em uma redução das despesas públicas, uma gestão mais prudente das finanças do estado (após seu retorno em 287) e missões de mendicância bem-sucedidas aos governantes do Egito e da Macedônia.
Embora admirador de Arcesilau e tenha tentado oferecer gesto de amizade por sua influência política ao estoico Zenão, Demócares considerava a classe dos filósofos como inimiga da liberdade e, em 306, foi defensor da lei de Sófocles, fazendo-lhes ataques em sua oração. De acordo com Cícero, Demócares foi o autor de uma história de seu próprio tempo, escrita em um estilo mais oratório do que histórico. Como orador, ele era conhecido por sua liberdade de linguagem (parresíasta). Ele foi violentamente atacado por Timeu, mas encontrou um defensor extenuante em Políbio. Ver também Plutarco, Demosthenes, Demetrius, Vitae decem oratorum; Ensaio de J. G. Droysen sobre Demochares em Zeitschrift fur die Altertumswissenschaft (1836), Nos. 20, 21.